# Agrotis

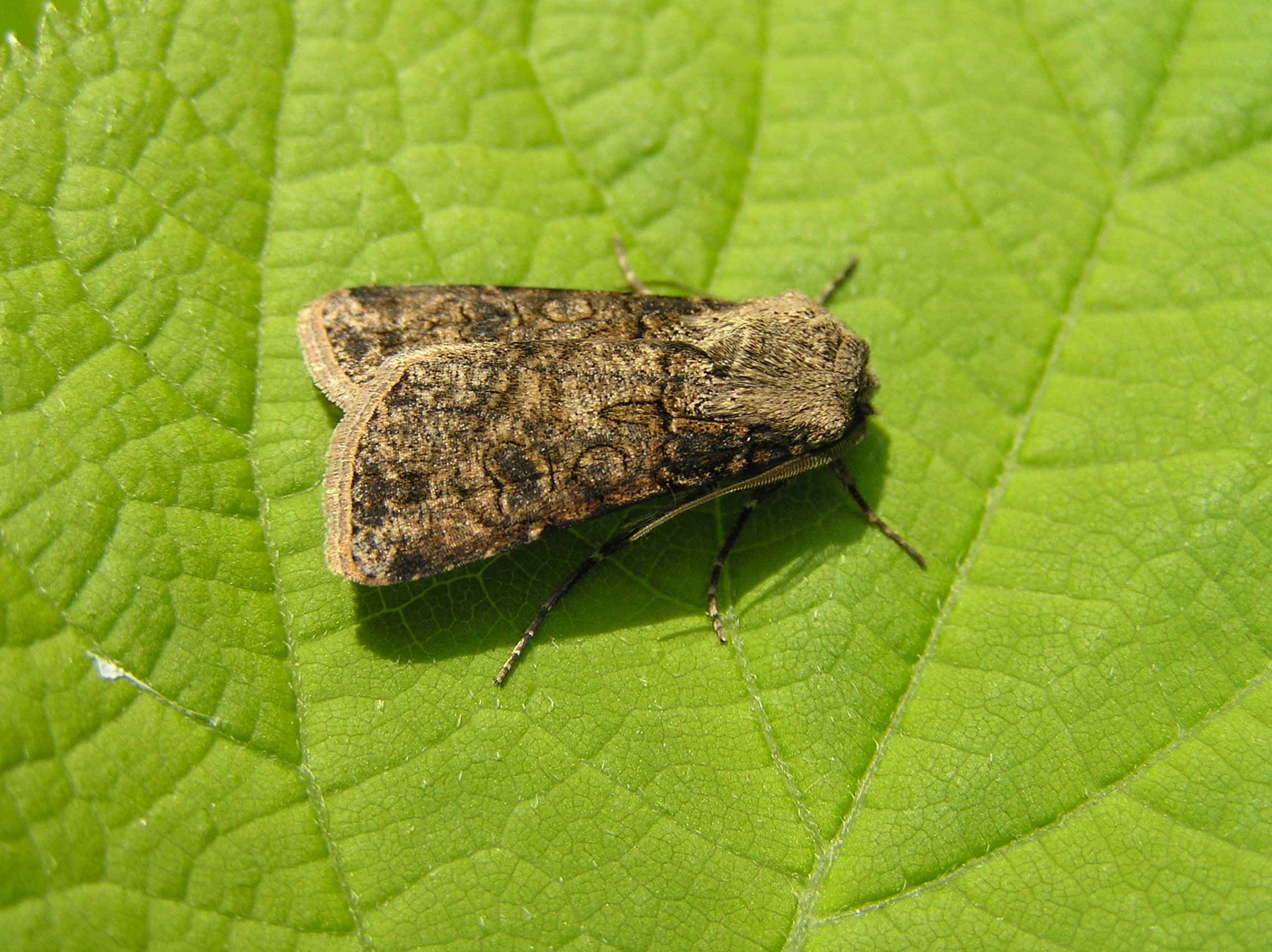
Agrotis clavis nằm trên lá.

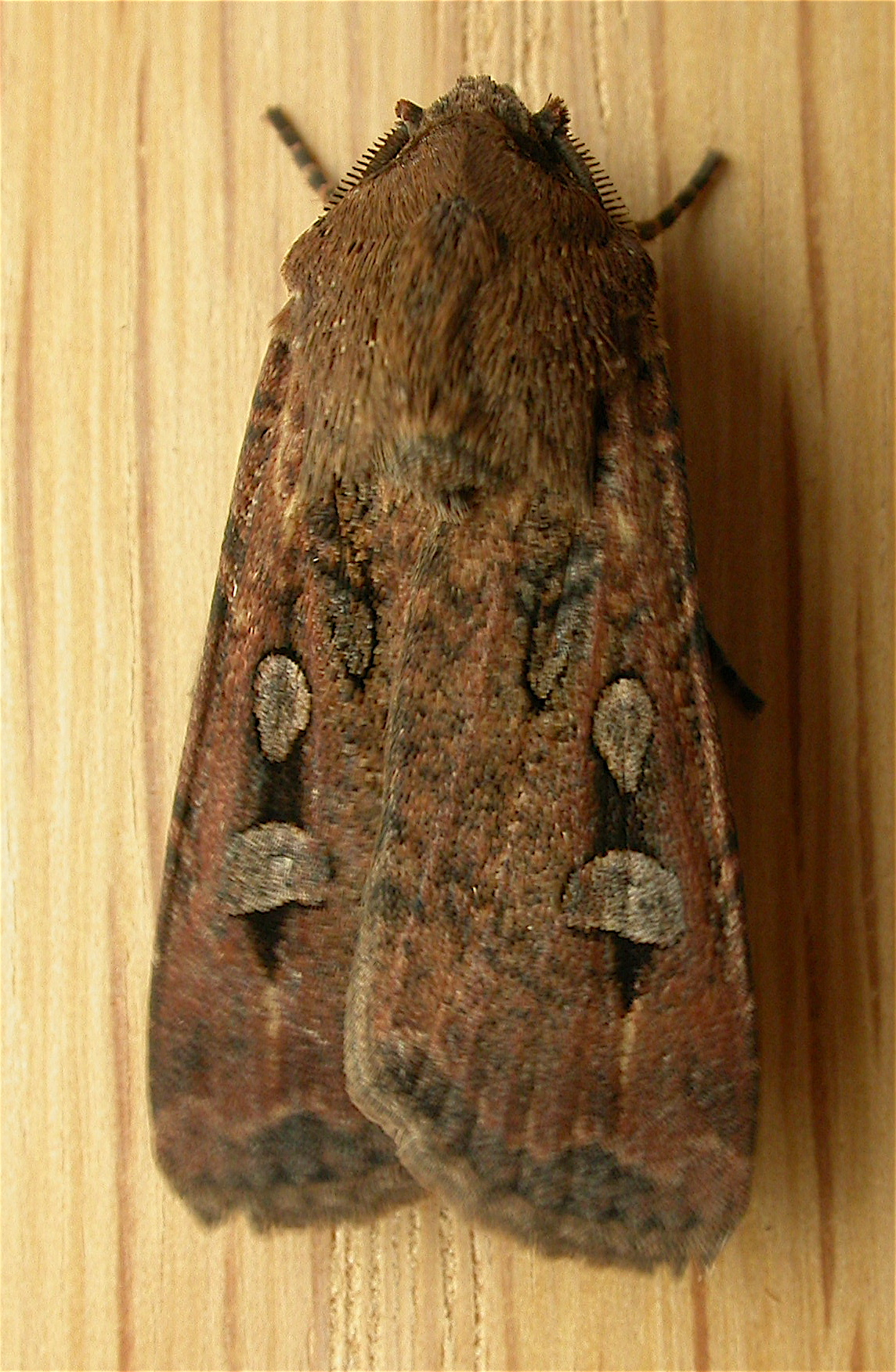
Agrotis infusa, bướm đêm Úc châu còn được gọi là "Bogong".

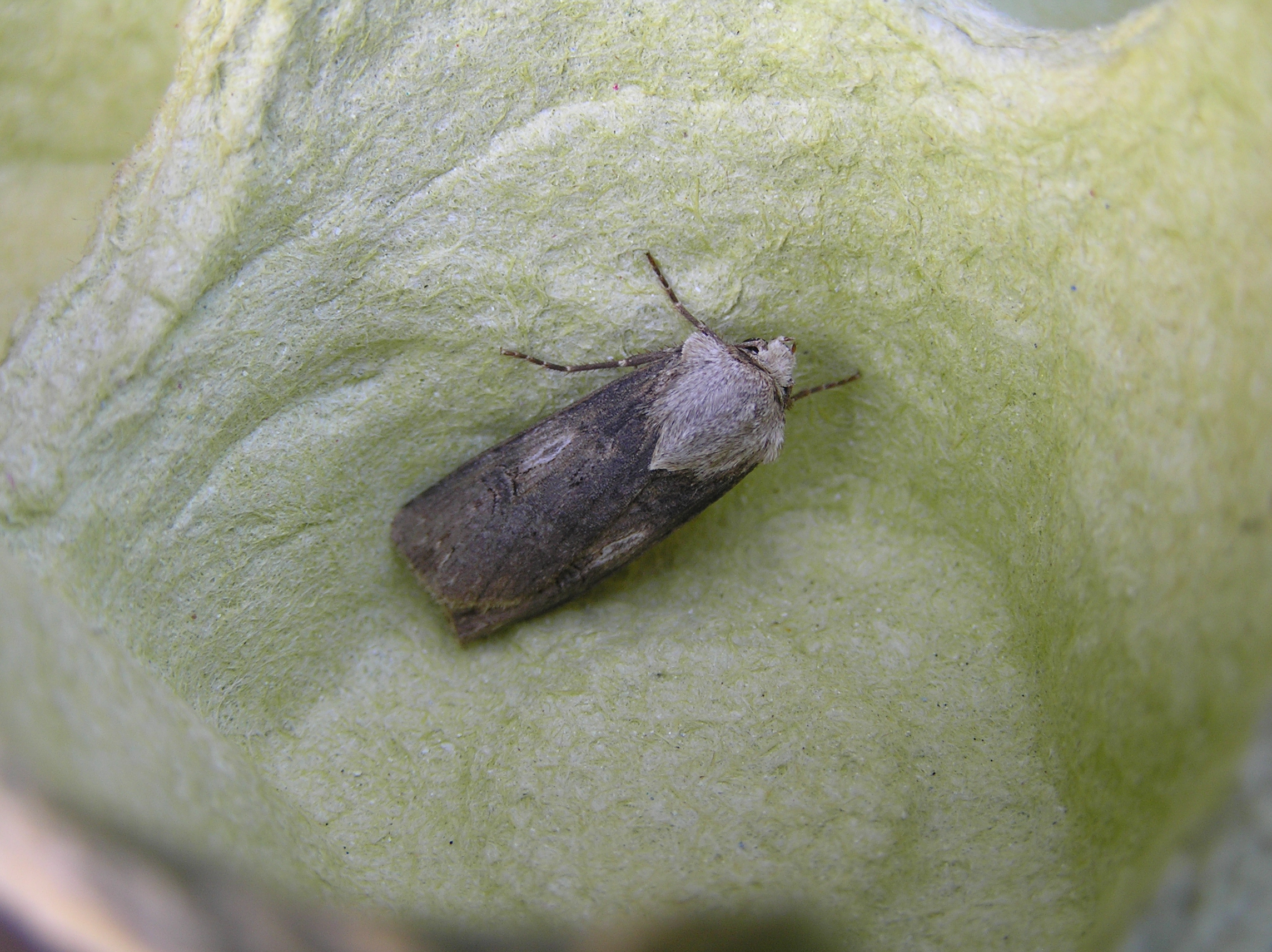
Agrotis puta.

Agrotis là một chi bướm đêm thuộc họ Noctuidae. Một số loài thuộc chi này đã tuyệt chủng.

## Loài
- Agrotis alexandriensis Baker, 1894
- Agrotis alpestris Boisduval, 1837
- Agrotis alticaffer Krüger, 2005
- Agrotis antica Crabo & Lafontaine, 2004
- Agrotis apicalis Herrich-Schäffer, 1868
- Agrotis amphora Hampson, 1903
- Agrotis andina (Köhler, 1945)
- Agrotis araucaria (Hampson, 1903)
- Agrotis arenarius Neil, 1983
- Agrotis arenivolans Butler, 1879
- Agrotis atrux Pinker, 1971
- Agrotis aulacias Meyrick, 1899
- Agrotis baliopa Meyrick, 1899
- Agrotis bilitura Guenée, 1852
- Agrotis boetica (Boisduval, 1837)
- Agrotis bosqui (Köhler, 1945)
- Agrotis brachystria (Hampson 1903)
- Agrotis brachypecten Hampson, 1899
- Agrotis bryani Swezey, 1926
- Agrotis buchholzi Barnes & Benjamin, 1929 (đồng nghĩa: Agrotis carolina Schweitzer & McCabe, 2004)
- Agrotis caffer (Hampson, 1903)
- Agrotis canities (Grote, 1902)
- Agrotis ceramophaea Meyrick, 1899
- Agrotis characteristica Alphéraky, 1892
- Agrotis charmocrita  (Meyrick, 1928)
- Agrotis chretieni Dumont, 1903
- Agrotis cinerea – Light Feathered Rustic Denis & Schiffermüller, 1775
- Agrotis clavis – Heart và Club Hufnagel, 1766
- Agrotis coquimbensis (Hampson, 1903)
- Agrotis crassa Hübner, 1803
- †Agrotis cremata – Maui Agrotis Noctuid Moth Butler, 1880[1]
- †Agrotis crinigera – Poko Noctuid Moth, Larger Hawaiian Cutworm Butler, 1881
- Agrotis cursoriodes (Hampson, 1903)
- Agrotis daedalus Smith, 1890
- Agrotis desertorum Boisduval, 1840
- Agrotis dislocata Walker, 1856
- Agrotis dissociata Staudinger, 1899
- Agrotis edmondsi Butler, 1882
- Agrotis emboloma Lower, 1918
- Agrotis endogaea Boisduval, 1837
- Agrotis epicremna Meyrick, 1899
- Agrotis eremata (Butler, 1880)
- Agrotis evanescens Rothschild 1894
- Agrotis exclamationis – Heart và Dart Linnaeus, 1758
- Agrotis experta (Walker, 1869)
- †Agrotis fasciata – Midway Noctuid Moth Hübner, 1824
- Agrotis fatidica Hübner, 1824
- Agrotis fortunata Draudt, 1938
- Agrotis giffardi (Swezey, 1932)
- Agrotis gladiaria – Swordman Dart, Claybacked Cutworm Morrison, 1875
- Agrotis graslini Rambur, 1848
- Agrotis gravis Grote, 1874
- Agrotis gypaetina Guenée, 1852
- Agrotis haesitans Walker, 1857
- Agrotis haifae Staudinger, 1897
- Agrotis hephaestaea (Meyrick, 1899)
- Agrotis herzogi Rebel, 1911
- Agrotis hispidula Guenée, 1852
- Agrotis incognita Staudinger, 1888
- Agrotis infusa – Bogong Boisduval, 1832
- Agrotis innominata Hudson, 1898
- Agrotis interjectionis Guénée, 1852
- Agrotis ipsilon – Dark Sword-grass Hufnagel, 1766
- Agrotis iremeli Nupponen, Ahola & Kullberg, 2001
- †Agrotis kerri – Kerr's Noctuid Moth Swezey, 1920
- Agrotis kinabaluensis Holloway, 1976
- Agrotis kingi McDunnough, 1932
- Agrotis lanzarotensis Rebel, 1894 (đồng nghĩa: Agrotis selvagensis Pinker & Bacallado, 1978)
- Agrotis lasserrei (Oberthür, 1881)
- Agrotis lata Treitschke, 1835
- †Agrotis laysanensis – Laysan Noctuid Moth Rothschild, 1894
- Agrotis longicornis Lafontaine & Troubridge, 2004
- Agrotis longidentifera (Hampson, 1903)
- Agrotis luehri Mentzer & Moberg, 1987
- Agrotis magnipunctata Prout, 1922
- Agrotis malefida – Rascal Dart, Pale-Sided Cutworm Guénée, 1852
- Agrotis manifesta Morrison, 1875
- Agrotis margelanoides (Boursin, 1944)
- †Agrotis melanoneura – Black-Veined Agrotis Noctuid Moth Meyrick, 1899[2]
- Agrotis mesotoxa Meyrick, 1899
- †Agrotis microreas – Microreas Agrotis Noctuid Moth Meyrick, 1899
- Agrotis militaris Staudinger, 1888
- Agrotis mollis Walker, 1857
- Agrotis munda – Brown Cutworm, Pink Cutworm Walker, 1857
- Agrotis obesa Boisduval, 1829
- Agrotis obliqua Smith, 1903
- Agrotis orthogonia – Pale miền tây Cutworm Morrison, 1876
- †Agrotis panoplias – Kona Agrotis Noctuid Moth Meyrick, 1899
- Agrotis patricei Viette, 1959
- Agrotis perigramma Meyrick, 1899
- †Agrotis photophila – Light-loving Noctuid moth Butler, 1879
- Agrotis pierreti (Bugnion, 1837)
- Agrotis cây mậniger Krüger, 2005
- Agrotis poliophaea Turner, 1926
- Agrotis poliotis Hampson, 1903
- Agrotis porphyricollis – Variable Cutworm Guénée, 1852
- †Agrotis procellaris – Procellaris Grotis Noctuid Moth Meyrick, 1900
- Agrotis psammocharis Boursin, 1950
- Agrotis psammophaea Meyrick, 1899
- Agrotis puta – Shuttle-shaped Dart Hübner, 1803
- Agrotis radians Guénée, 1852
- Agrotis rileyana (Morrison, 1875)
- Agrotis ripae – Sand Dart Hübner, 1823
- Agrotis robustior Smith, 1899
- Agrotis ruta Eversmann, 1851
- Agrotis sabulosa Rambur, 1839
- Agrotis sardzeana Brandt, 1941
- Agrotis schawerdai Bytinski-Salz, 1937
- Agrotis scruposa (Draudt, 1936)
- Agrotis segetum – Turnip Moth Denis & Schiffermüller, 1775
- Agrotis sesamioides Rebel, 1907
- Agrotis simplonia Geyer, 1832
- Agrotis spinifera – Gregson's Dart Hübner, 1808
- Agrotis stigmosa Morrison, 1875
- Agrotis striata Lafontaine, 2004
- Agrotis subalba Walker, 1857
- Agrotis submolesta Püngeler, [1899] 1900
- Agrotis syricola Corti & Draudt, 1933
- †Agrotis tephrias – Kauai Agrotis Noctuid Moth Meyrick, 1899
- Agrotis trifurca Eversmann, 1837
- Agrotis trifurcula Staudinger, 1892
- Agrotis trux Hübner, 1824
- Agrotis turatii Standfuss, 1888
- Agrotis turbans Staudinger, 1888
- Agrotis vancouverensis – Vancouver Dart Grote, 1873
- Agrotis venerabilis – Dusky Cutworm Walker, 1857
- Agrotis vestigialis – Archer's Dart Hufnagel, 1766
- Agrotis vetusta – Old Man Dart, Spotted-Legged Cutworm, Muted Dart Walker, 1865
- Agrotis villosus Alphéraky, 1887
- Agrotis volubilis – Voluble Dart Moth Harvey, 1874
- Agrotis xiphias Meyrick, 1899
- Agrotis yelai Fibiger, 1990

### Một số loài gần đây còn được xếp vào chi
- Agrotis dolli giờ là Eucoptocnemis dolli (Grote, 1882)
- Agrotis repleta giờ là Feltia repleta (Walker, 1857)
- Agrotis subterranea – Tawny Shoulder, Granulate Cutworm giờ là Feltia subterranea (Fabricius, 1794)

## Hình ảnh

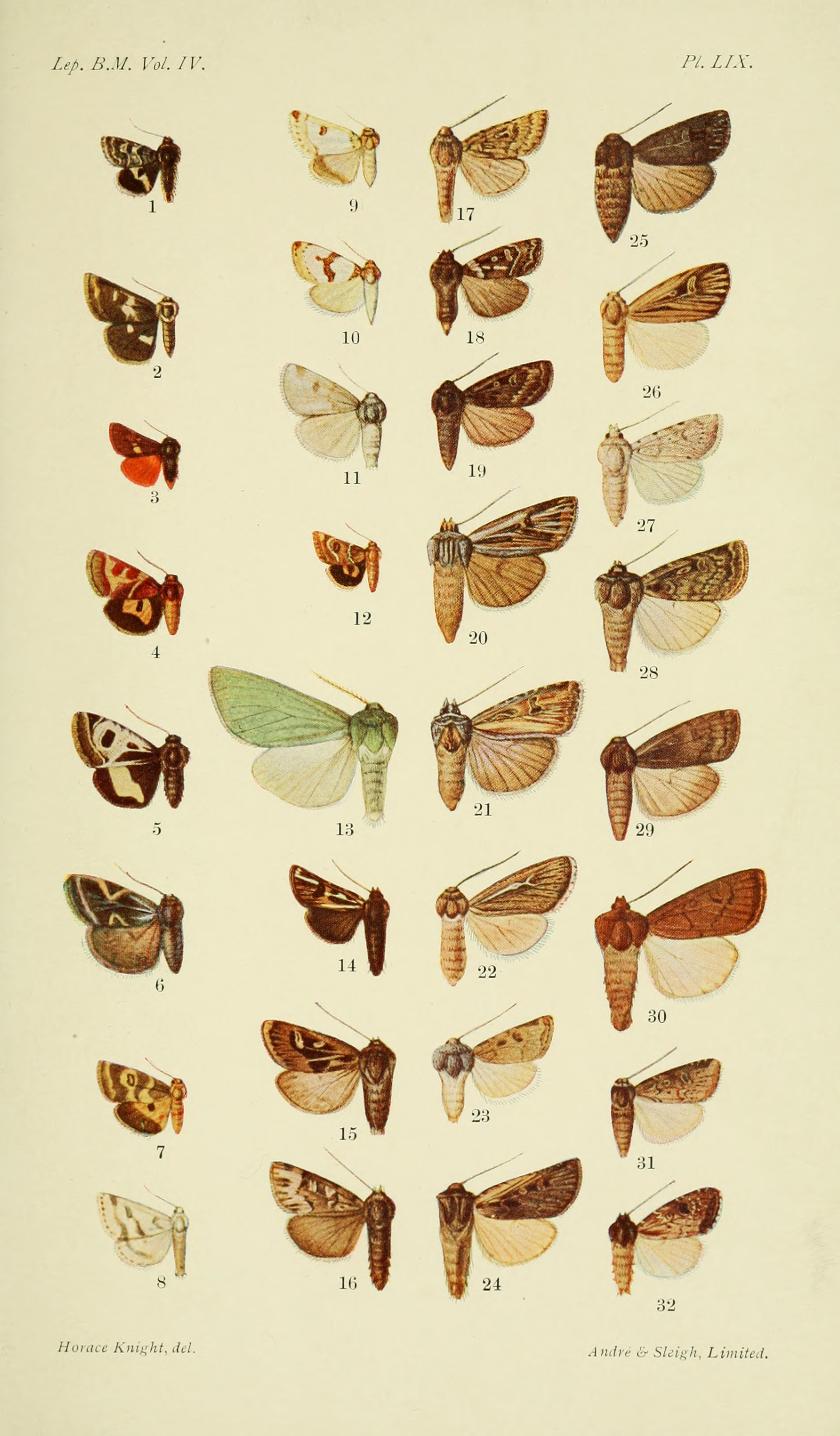
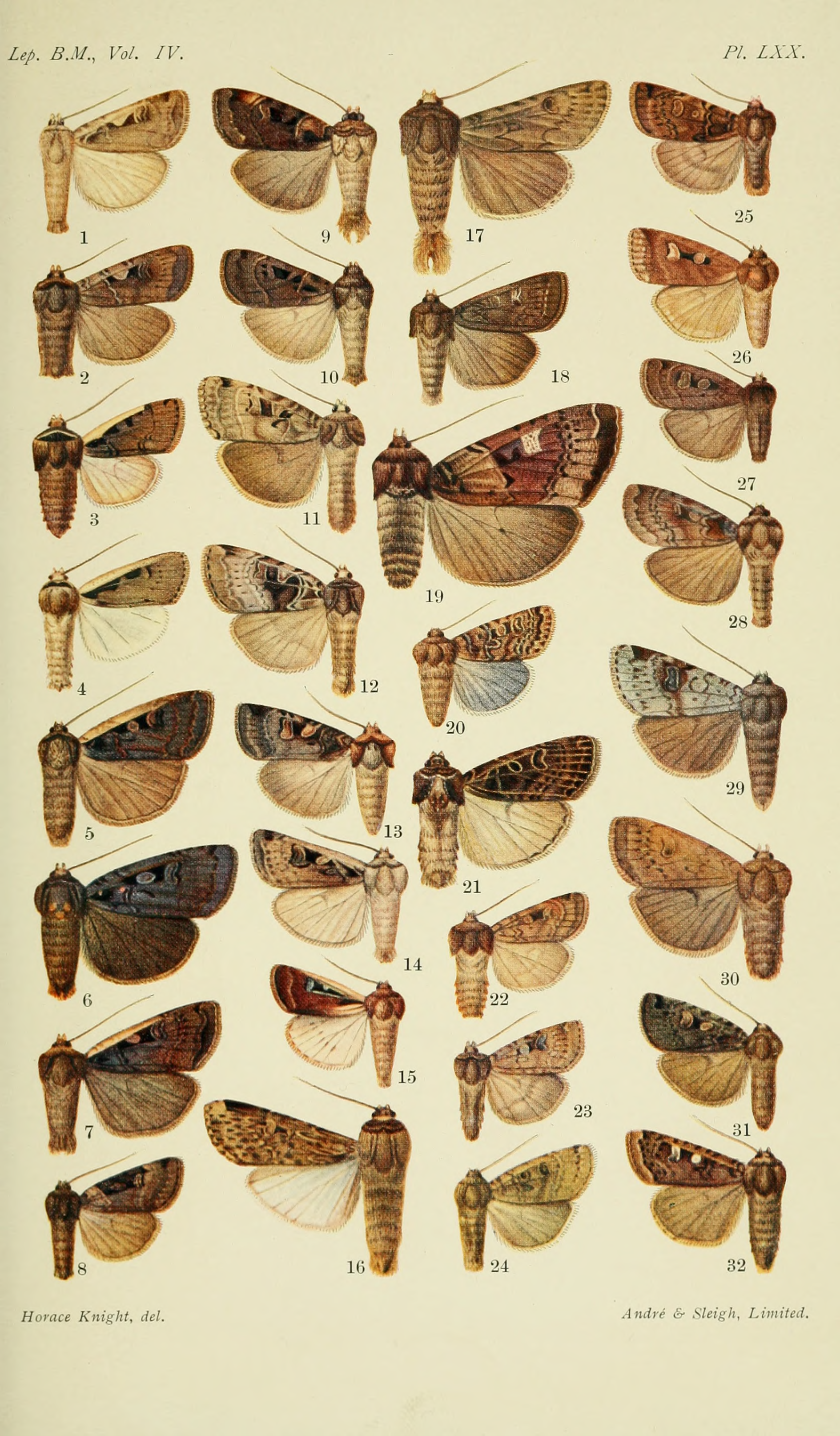
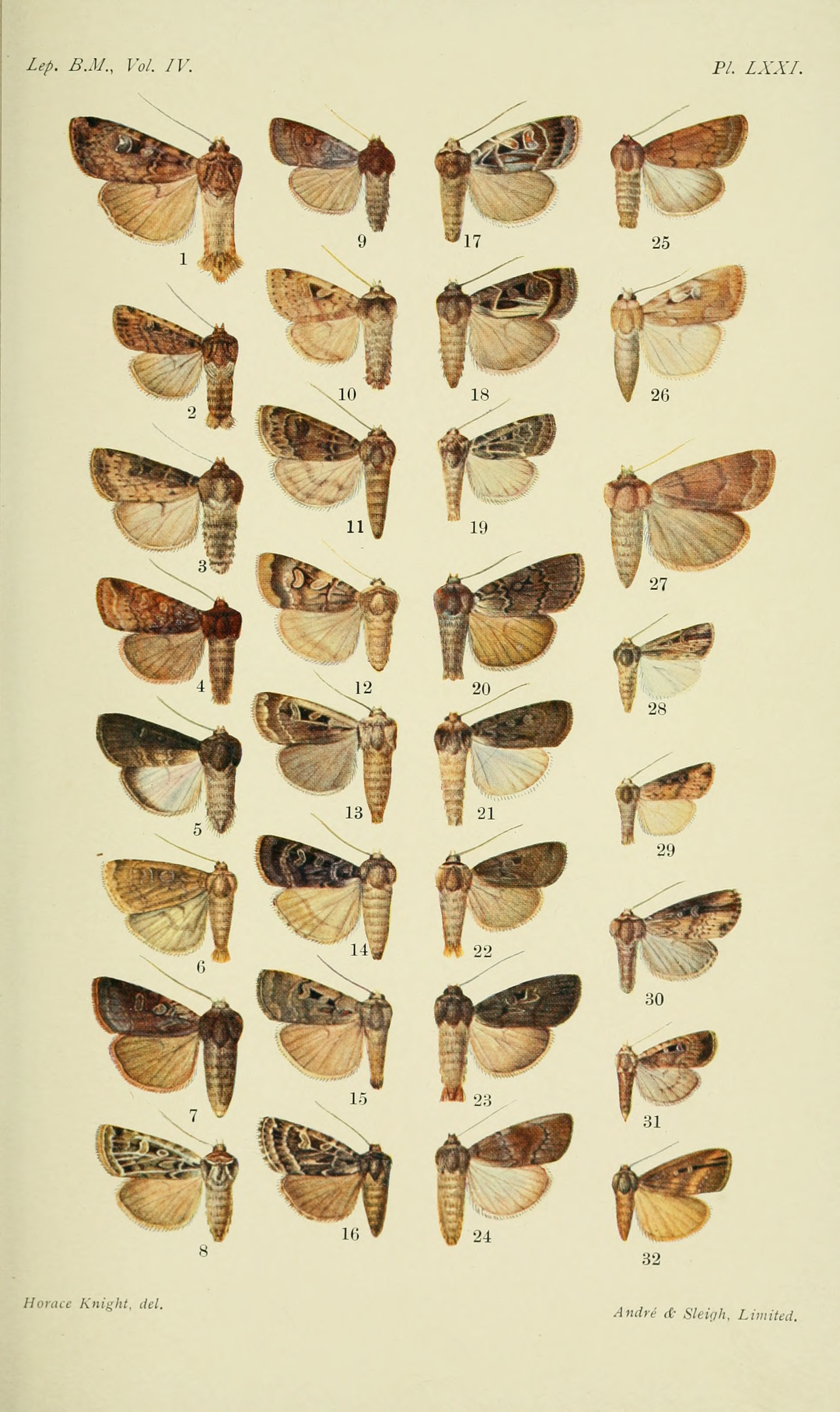
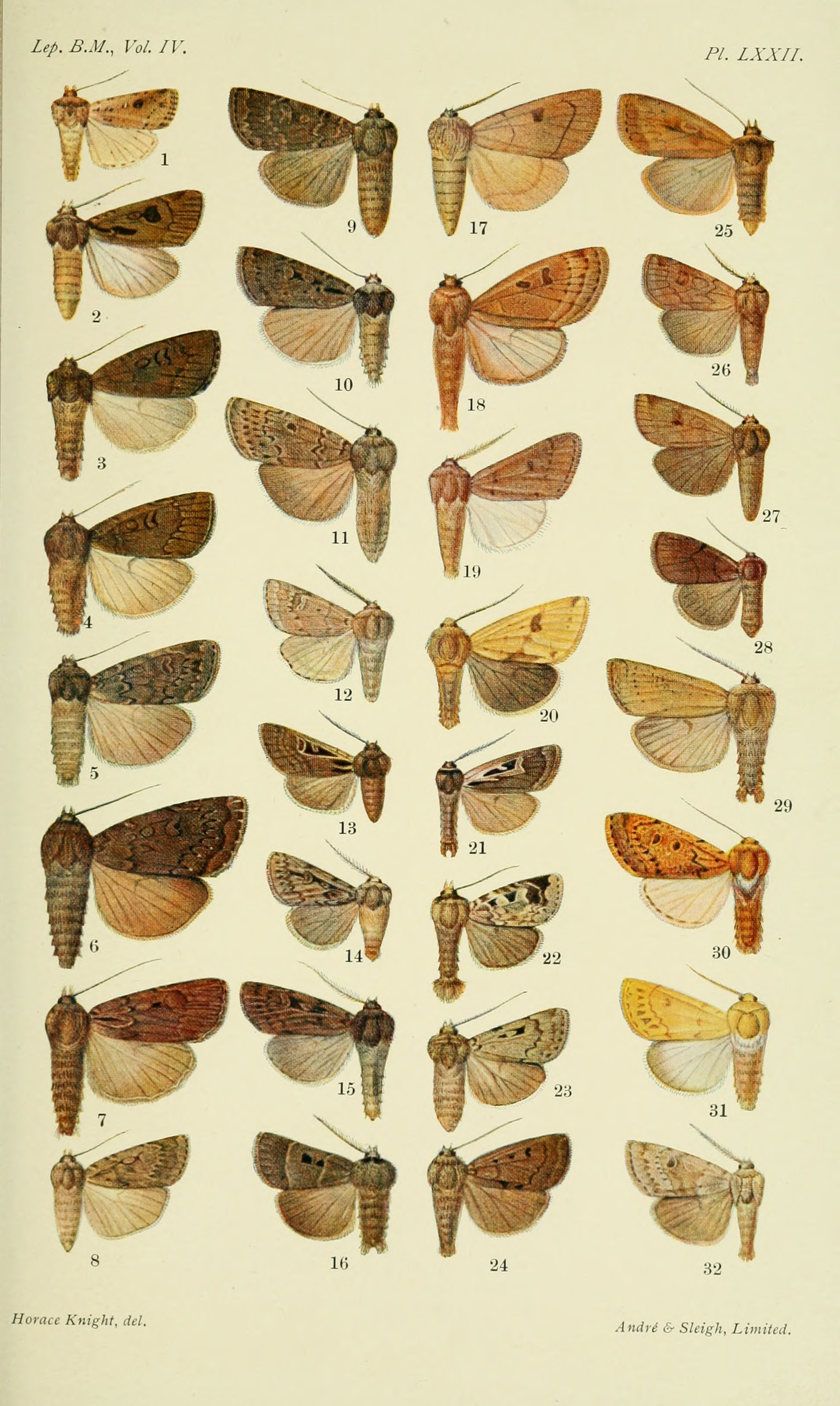